# Rusia
Rusia – osada kociewska w Polsce położona w województwie pomorskim, w powiecie starogardzkim, w gminie Skarszewy na Pojezierzu Starogardzkim. Osada wchodzi w skład sołectwa Wolny Dwór.
W latach 1975–1998 miejscowość administracyjnie należała do województwa gdańskiego.